# Jomfrukilden
Jomfrukilden er en svensk dramafilm fra 1960 skrevet af Ulla Isaksson og instrueret af Ingmar Bergman. Filmen har blandt andre Max von Sydow og Birgitta Valberg i hovedrollerne. Den vandt en Oscar for bedste fremmedsprogede film ved Oscaruddelingen 1961.

## Handling
I 1300-tallets Sverige sender bonden Töre sin unge datter ud på en lang tur til den lokale kirke for at tænde lys for Gud. Undervejs møder den unge kvinde tre hyrder, der voldtager og myrder hende. Töre tager efterfølgende grusom hævn. Der hvor jomfruen mødte sin skæbne, vælder en kilde frem af jorden.

## Medvirkende
- Max von Sydow som Töre
- Birgitta Valberg som Märeta
- Birgitta Pettersson som Karin
- Gunnel Lindblom som Ingeri
- Axel Düberg som den magre
- Tor Isedal som den tungløse
- Allan Edwall som tiggeren
- Gudrun Brost som Frida
- Oscar Ljung som Simon